# Tom Mellor
Thomas Robert "Tom" Mellor, född 27 januari 1950 i Cranston i Rhode Island, är en amerikansk före detta ishockeyspelare.
Mellor blev olympisk silvermedaljör i ishockey vid vinterspelen 1972 i Sapporo.